# Полевой штаб Реввоенсовета Республики
Полевой штаб Реввоенсовета Республики — высший оперативный орган Главного командования Красной армии в годы Гражданской войны.

## История
Образован 6 сентября 1918 года вместо расформированного штаба Высшего военного совета. Первоначально назывался Штабом РВСР, 8 ноября 1918 года переименован в Полевой штаб РВСР. Первоначально размещался в Серпухове, в 1919 году переехал в Москву. 10 февраля 1921 года слит с Всероглавштабом в единый Штаб РККА.

## Состав
Полевой штаб РВСР включал в себя:
- оперативное управление
- административно-учётное управление
- регистрационное управление (Региструпр)
- центральное управление военных сообщений
- полевое управление авиации
- управления инспекторов пехоты, кавалерии (с 1919 г.), артиллерии, инженеров и бронечастей (с 1920 г.)
- военно-хозяйственное управление
- военно-санитарное управление
- разведотдел[1]

ПШ РВСР подчинялся главкому и РВСР. На него возлагались задачи по составлению стратегических планов по заданиям главного командования, разработка директив и оперативных заданий фронтам, передача в войска распоряжений главкома, обеспечение управления войсками, руководство эксплуатацией ж/д сети театра военных действий, составление периодических докладов о стратегическом положении на фронтах, ежедневных оперативных сводок, учёт вооружённых сил в целом и группировок на фронтах, сбор и обработка сведений о вооружённых силах противника, решение морских вопросов.

## Начальники
с 6.09.1918 г. – Н. И. Раттэль 

с 21.10.1918 г. – Ф. В. Костяев 

с 18.06.1919 г. – М. Д. Бонч-Бруевич 

с 22.07.1919 г. – П. П. Лебедев